# سيسيل إل. كولينز
سيسيل إل. كولينز (بالإنجليزية: Cecil L. Collins)‏ هو سياسي أمريكي، ولد في 21 أبريل 1926، وتوفي في 30 سبتمبر 2007. انتخب عضو مجلس نواب كارولاينا الجنوبية.